# A Sarabanda
A Sarabanda è un album del gruppo musicale italiano Formula 3 del 1997, pubblicato dall'etichetta discografica NAR International.

## Descrizione
Titolo dell'album ispirato dalla partecipazione al programma televisivo Sarabanda di Italia 1 condotto da Enrico Papi. Vengono proposte 14 canzoni scritte da Lucio Battisti e Mogol.
Nel 2004 verrà ripubblicato dalla stessa etichetta discografica con il titolo Il nostro caro...Lucio, con copertina diversa ma stesso contenuto.

## Tracce
CD (NAR, 2075-2)
Testi e musiche di Battisti, Mogol.
1. Eppur mi sono scordato di te – 4:30
2. Acqua azzurra acqua chiara – 3:50
3. Dieci ragazze – 3:00
4. Non è Francesca – 3:45
5. Il tempo di morire – 3:30
6. Respirando – 4:26
7. Il nostro caro Angelo – 4:04
8. Comunque bella – 3:52
9. Vento nel vento – 3:35
10. Luci – 4:26
11. Un uomo che ti ama – 5:21
12. Monolocale – 3:45
13. Confusione – 4:25
14. Innocenti evasioni – 3:41

Durata totale: 56:10

## Formazione
- Alberto Radius - voce, chitarra elettrica, chitarra acustica
- Tony Cicco - voce, batteria
- Maurizio Metalli - tastiere

Altri musicisti
- Dario Baldan Bembo - organo Hammond
- Mauro Gazzola - organo Hammond

## Edizioni
- 1997 – CD, NAR International NAR 2075-2, Italia
- 1997 – MC, NAR International NAR 2075-4, Italia

- 2004 – Il nostro caro...Lucio, CD, NAR NAR 11704-2, Italia, Ristampa su CD con titolo e copertina diversi ma stesse tracce del disco del 1997.